# Ivești (Vaslui)
Iveşti é uma comuna romena localizada no distrito de Vaslui, na região de Moldávia. A comuna possui uma área de 33.83 km² e sua população era de 2869 habitantes segundo o censo de 2007.